# Венгель, Михаил Степанович
Михаил Степанович Венгель (27 декабря 1922 — 19 апреля 1980) — командир отделения 1159-го стрелкового полка (351-я стрелковая дивизия, 60-я армия, 1-й Украинский фронт) младший сержант, участник Великой Отечественной войны, кавалер ордена Славы трёх степеней.

## Биография
Родился 27 декабря 1922 года в селе Устиновка ныне Малинского района Житомирской области Украины в семье служащего. Поляк. В 1939 окончил среднюю школу. С июня 1941 находился на оккупированной территории, занимался сельским хозяйством.
В августе 1943 года вступил в партизанский отряд из соединения М. И. Наумова, совершавшего рейд через Житомирскую область. Участвовал в боевых операциях во время рейда в Житомирской и Киевской областях, прошёл в боями более 2000 километров. В ноябре 1943 года отряд, в котором воевал Венгель, слился с частями Красной Армии.
В ноябре 1943 года был мобилизован в Красную Армию через Чаповический райвоенкомат Житомирской области. Весь боевой путь прошёл в составе 1159-го стрелкового полка 351-й стрелковой дивизии, был пулемётчиком, командиром отделения. Был комсоргом роты.
Отличился в ходе Ровно-Луцкой операции, в боях за село Судилков (на северной окраине город Шепетовка Хмельницкой области). 30 января 1944 года красноармеец Венгель огнём из пулемёта в течение трёх часов сдерживал натиск превосходящих мил противника, уничтожил до 20 вражеских солдат и офицеров. 4 февраля, отражая очередную вражескую контратаку, уничтожил до 6 гитлеровцев.
Приказом по частям 351-й стрелковой дивизии от 26 мая 1944 года (№ 39/н) красноармеец Венгель Михаил Степанович награждён орденом Славы 3-й степени.
В июле-августе 1944 года 351-я стрелковая дивизия в составе 18-й армии участвовала в Львовско-Сандомирской операции. 
31 июля в бою за населённый пункт Долина (восточнее города Станислав, ныне Ивано-Франковск, Украина) красноармеец Венгель при отражении контратак противника, несмотря на сильный артиллерийский огонь, непрерывно вёл меткий уничтожающий огонь по наступающим гитлеровцам. За день боя огнём из пулемёта уничтожил до 40 гитлеровцев. 
Приказом по войскам 18-й армии от 4 сентября 1944 года (№ 224/н) красноармеец Венгель Михаил Степанович награждён орденом Славы 2-й степени.
В сентябре-октябре 1944 года в ходе Западно-Карпатской операции войска 1-го Украинского фронта провели Карпатско-Дуклинскую операцию. В боях в районе Карпатских перевалов (Словакия) младший сержант Венгель командовал стрелковыми отделением.
6 октября 1944 года в районе государственной границы южнее населённого пункта Опожец младший сержант Венгель первым поднял своё отделении в атаку, ворвался в расположение противника, лично уничтожил шесть вражеских солдат. 14 октября 1944 года южнее села Килечин при отражении контратаки выдвинулся со станковым пулемётом вперёд боевых порядков своего подразделения и метким огнём нанёс врагу ощутимый урон, уничтожив свыше 10 солдат противника. 19 октября в бою южнее населённого пункта  Яблунов поразил ещё около 10 гитлеровцев.
Указом Президиума Верховного Совета СССР от 24 марта 1945 года младший сержант Венгель Михаил Степанович награждён орденом Славы 1-й степени. Стал полным кавалером ордена Славы.
В конце войны был переведён для дальнейшего прохождения службы в Войско Польское. В июне 1945 года окончил месячные курсы шифровальщиков, стал офицером Войска Польского. В июле 1946 года лейтенант Венгель уволен в запас. Капитан в отставке.
Вернулся на родину. Стал работать учителем в школе родного села. Член КПСС с 1952 года. В 1956 окончил педагогический институт в городе Житомир. Работал учителем русского языка и литературы в Устиновской школе. 
Жил в селе  Устиновка. Скончался 19 апреля 1980 года. Похоронен на кладбище села Фортунатовка Малинский район Житомирской области.

## Награды
- Полный кавалер ордена Славы:
  - орден Славы I степени (24.03.1945)[3];
  - орден Славы II степени (04.09.1944)[4];
  - орден Славы III степени (26.05.1944)[5];
- медали, в том числе:
  - «В ознаменование 100-летия со дня рождения Владимира Ильича Ленина» (6 апреля 1970)
  - «За победу над Германией в Великой Отечественной войне 1941—1945 гг.» (9 мая 1945[6])

- - «20 лет Победы в Великой Отечественной войне 1941—1945 гг.» (7 мая 1965[7])
  - «30 лет Победы в Великой Отечественной войне 1941—1945 гг.»[8]
  - «50 лет Вооружённых Сил СССР» (26 декабря 1967[9])
- Знак «25 лет победы в Великой Отечественной войне» (1970)

- иностранные награды
- Крест Заслуги (Польша) Крест заслуги - серебро (Польша)[10];

## Память
- На могиле установлен надгробный памятник.
- Его имя увековечено в Главном Храме Вооружённых сил России, и навсегда запечатлено на мемориале «Дорога памяти».